# Tracy Gahan
Tracy Gahan (ur. 18 lipca 1980 w McKinney) – amerykańska koszykarka występująca na pozycji silnej skrzydłowej.
Przez 4 lata (1998–2002) występowała w drużynie Iowa State Cyclones, jednak uczelnię opuściła w 2003 roku, po uzyskaniu dyplomu magistra marketingu.
W 2008 zaliczyła obóz przedsezonowy z zespołem WNBA – Connecticut Sun.

## Osiągnięcia
Na podstawie, o ile nie zaznaczono inaczej.
NCAA
- Uczestniczka:
  - rozgrywek: 
    - Elite Eight turnieju NCAA (1999)
    - Sweet Sixteen turnieju NCAA (2000, 2001)

  - turnieju NCAA (1999–2002)
- Mistrzyni:
  - turnieju konferencji Big 12 (2000, 2001)
  - sezonu regularnego konferencji Big 12 (2000, 2001)
- Zaliczona do:
  - I składu:
    - turnieju NCAA Regionu Mideast (1999)
    - I składu Academic All-Big 12 (2000)

  - II składu Academic All-Big 12 (2001, 2002)
  - III składu konferencji Big 12 (2002)
  - Honorable Mention konferencji Big 12 (2001)
  - Big 12 Commissioner’s Honor Roll (F99, S99, S00, S01, S02)
- Uczestniczka konkursu rzutów za 3 punkty ESPN (2002)

Drużynowe
- Mistrzyni:
  - Grecji (2005)
  - Australii (2008)
  - sezonu regularnego ligi irlandzkiej (2006)
- 3. miejsce w Pucharze Grecji (2005)

Indywidualne
- MVP:
  - SEABL (2006)
  - miesiąca SEABL (maj 2006)
  - kolejki SEABL (9 – 2006)
  - zespołu Adelaide Lightning (2008)
- Uczestniczka meczu gwiazd:
  - PLKK (2010)[5]
  - ligi greckiej (2004, 2005)
- Zwyciężczyni konkursu rzutów za 3 punkty PLKK (2010)[5]
- Zaliczona do I składu WNBL (2008)